# Nati nel 1978/Dicembre
| Questa pagina contiene informazioni ricavate automaticamente dalle voci biografiche con l'ausilio del template Bio e di un bot. L'aggiornamento è periodico e automatico e ricostruisce completamente la pagina. Se manca una persona in questa lista, sei pregato di non aggiungerla, ma accertati piuttosto che la sua voce biografica contenga il template Bio e che i dati anagrafici siano correttamente compilati. Se il template Bio manca, inseriscilo tu stesso o, in alternativa, metti l'avviso {{tmp\|Bio}} che ne segnala la mancanza. Se i dati riportati sono sbagliati, correggi direttamente la voce biografica; le modifiche saranno visibili in questa lista entro pochi giorni. Per chiarimenti vedi il progetto biografie. La lista contiene solo le 343 persone che sono citate nell'enciclopedia e per le quali è stato implementato correttamente il template Bio. Pagina aggiornata al 10 ago 2025. |

- 1º dicembre - Wael Badr, ex cestista e allenatore di pallacanestro egiziano
- 1º dicembre - Rodrigo Bertoni, allenatore di calcio a 5 e ex giocatore di calcio a 5 brasiliano
- 1º dicembre - Bryan Bouffier, pilota di rally francese
- 1º dicembre - Camille Cottin, attrice francese
- 1º dicembre - Ivan Jovanović, ex calciatore serbo
- 1º dicembre - Stefan Kapičić, attore serbo
- 1º dicembre - Hamed Kavianpour, ex calciatore iraniano
- 1º dicembre - Mat Kearney, cantautore statunitense
- 1º dicembre - Li Weifeng, allenatore di calcio e ex calciatore cinese
- 1º dicembre - Jen Psaki, giornalista statunitense
- 1º dicembre - Trygve Slagsvold Vedum, politico norvegese
- 1º dicembre - Samvel Šahramanyan, politico e ex militare karabakho
- 2 dicembre - Mohammed Abdulla Hassan, arbitro di calcio emiratino
- 2 dicembre - Muisi Ajao, allenatore di calcio e ex calciatore nigeriano
- 2 dicembre - Alina Bronsky, scrittrice e giornalista sovietica
- 2 dicembre - Francesca Cantini, giornalista e conduttrice televisiva italiana
- 2 dicembre - Brian Chase, batterista statunitense
- 2 dicembre - Jarron Collins, ex cestista e allenatore di pallacanestro statunitense
- 2 dicembre - Jason Collins, ex cestista statunitense
- 2 dicembre - Nelly Furtado, cantautrice canadese
- 2 dicembre - Jonathan Goodwin, giocatore di football americano statunitense
- 2 dicembre - Tzipi Hotovely, funzionaria e politica israeliana
- 2 dicembre - Raquel Lyra, avvocato e politica brasiliana
- 2 dicembre - Luigi Malafronte, ex calciatore italiano
- 2 dicembre - Popek, rapper e artista marziale misto polacco
- 2 dicembre - Fonsi Nieto, pilota motociclistico spagnolo
- 2 dicembre - Maëlle Ricker, snowboarder canadese
- 2 dicembre - David Rivas, ex calciatore spagnolo
- 2 dicembre - Maximiliano Stanic, cestista argentino
- 2 dicembre - Chris Wolstenholme, polistrumentista e cantante britannico
- 3 dicembre - Eva Briegel, musicista e cantante tedesca
- 3 dicembre - Katie Compton, ciclocrossista, mountain biker e paraciclista statunitense
- 3 dicembre - Jim Moran, ex cestista e allenatore di pallacanestro statunitense
- 3 dicembre - Ri Song-hui, ex sollevatrice nordcoreana
- 3 dicembre - Kōji Sakamoto, ex calciatore giapponese
- 3 dicembre - Tomasz Szewczuk, ex calciatore polacco
- 3 dicembre - Bram Tankink, ex ciclista su strada olandese
- 3 dicembre - Trina, rapper e personaggio televisivo statunitense
- 3 dicembre - María Villarroel, ex cestista venezuelana
- 4 dicembre - Miri Ben-Ari, violinista israeliana
- 4 dicembre - Jamie Bochert, modella statunitense
- 4 dicembre - Carmine Borrino, attore, drammaturgo e regista italiano
- 4 dicembre - Cory Bradford, cestista statunitense
- 4 dicembre - Lars Bystøl, ex saltatore con gli sci norvegese
- 4 dicembre - Philippe De Backer, politico belga
- 4 dicembre - Susanne Ekman, ex sciatrice alpina svedese
- 4 dicembre - Leuterīs Kontoleuteros, ex calciatore cipriota
- 4 dicembre - Victoria Noel-Johnson, storica dell'arte britannica
- 4 dicembre - Michael Ricketts, ex calciatore inglese
- 4 dicembre - Mina Tander, attrice tedesca
- 4 dicembre - Cristian Terheș, politico romeno
- 4 dicembre - Éva Tófalvi, ex biatleta rumena
- 5 dicembre - Neil Druckmann, autore di videogiochi e regista israeliano
- 5 dicembre - María Guardiola, politica e funzionaria spagnola
- 5 dicembre - Peter Hlinka, ex calciatore slovacco
- 5 dicembre - David Hodges, cantautore, musicista e compositore statunitense
- 5 dicembre - Olli Jokinen, ex hockeista su ghiaccio finlandese
- 5 dicembre - Mariano Martínez, attore argentino
- 5 dicembre - Angela Nissel, scrittrice e sceneggiatore statunitense
- 5 dicembre - Irina Suetina, ex cestista moldava
- 5 dicembre - Marcelo Zalayeta, ex calciatore uruguaiano
- 6 dicembre - K.D. Aubert, modella e attrice statunitense
- 6 dicembre - Petar Božić, ex cestista e allenatore di pallacanestro serbo
- 6 dicembre - Arnaud Ducret, attore e sceneggiatore francese
- 6 dicembre - Darrell Jackson, ex giocatore di football americano statunitense
- 6 dicembre - Adriana Moisés Pinto, ex cestista brasiliana
- 6 dicembre - Ramiro Pez, rugbista a 15 argentino
- 6 dicembre - Katalin Pálinger, ex pallamanista ungherese
- 6 dicembre - Iulian Tameș, ex calciatore rumeno
- 6 dicembre - Jack Thorne, drammaturgo e sceneggiatore britannico
- 7 dicembre - Shiri Appleby, attrice statunitense
- 7 dicembre - Bajrakitiyabha, principessa e diplomatica thailandese
- 7 dicembre - Jermaine Boyette, ex cestista statunitense
- 7 dicembre - David Canal, ex velocista spagnolo
- 7 dicembre - Chris Chalk, attore statunitense
- 7 dicembre - Déborah Gyurcsek, astista uruguaiana
- 7 dicembre - Kristofer Hivju, attore norvegese
- 7 dicembre - Jere Hård, ex nuotatore finlandese
- 7 dicembre - Alaadin Ahmed Katoul Gibril, ex calciatore sudanese
- 7 dicembre - Suzannah Lipscomb, storica e conduttrice televisiva britannica
- 7 dicembre - Jeff Nichols, regista e sceneggiatore statunitense
- 7 dicembre - Yūkō Osada, fumettista giapponese
- 7 dicembre - Ronny Souto, ex calciatore capoverdiano
- 8 dicembre - Antonio Esfandiari, giocatore di poker iraniano
- 8 dicembre - Margaret Anne Florence, attrice, cantante e modella statunitense
- 8 dicembre - Ville Kantee, ex saltatore con gli sci finlandese
- 8 dicembre - Saleh Abdulla, ex calciatore emiratino
- 8 dicembre - John Oster, ex calciatore inglese
- 8 dicembre - Frédéric Piquionne, ex calciatore francese
- 8 dicembre - Anwar Siraj, ex calciatore etiope
- 8 dicembre - Samat Smaqov, ex calciatore kazako
- 8 dicembre - Ian Somerhalder, attore, modello e filantropo statunitense
- 8 dicembre - Vernon Wells, giocatore di baseball statunitense
- 8 dicembre - Angelina Wolvert, ex cestista statunitense
- 9 dicembre - Armando Bó, regista cinematografico, sceneggiatore e montatore argentino
- 9 dicembre - Gastón Gaudio, allenatore di tennis e ex tennista argentino
- 9 dicembre - Ki Tae-young, attore sudcoreano
- 9 dicembre - Ovite Ace Lepou, ex calciatore samoano americano
- 9 dicembre - Jesse Metcalfe, attore statunitense
- 9 dicembre - Michel Ferreira do Nascimento, ex cestista brasiliano
- 10 dicembre - Amir, rapper e scrittore italiano
- 10 dicembre - Nicole Hackett, triatleta australiana
- 10 dicembre - Goran Janković, ex calciatore serbo
- 10 dicembre - Anna Jesień, ex ostacolista polacca
- 10 dicembre - José Mari, ex calciatore spagnolo
- 10 dicembre - Joseph Mutua, ex mezzofondista keniota
- 10 dicembre - Summer Phoenix, attrice, modella e stilista statunitense
- 10 dicembre - Daniel Pliński, ex pallavolista polacco
- 10 dicembre - Grégory Proment, allenatore di calcio e ex calciatore francese
- 10 dicembre - Essa Ríos, wrestler messicano
- 10 dicembre - Elizabeth Stanley, attrice statunitense
- 10 dicembre - Wayne Wilcox, attore e cantante statunitense
- 11 dicembre - Andrea Bonomo, cantante e compositore italiano
- 11 dicembre - Courtney Henggeler, attrice statunitense
- 11 dicembre - Melania Maccaferri, attrice italiana
- 11 dicembre - Nadia Styger, ex sciatrice alpina svizzera
- 11 dicembre - René Weissinger, ex ciclista su strada tedesco
- 12 dicembre - Gbenga Akinnagbe, attore statunitense
- 12 dicembre - Teryn Ashley, ex tennista statunitense
- 12 dicembre - Monica Bîrlădeanu, attrice rumena
- 12 dicembre - Chén Dōng, astronauta cinese
- 12 dicembre - Luciano Emilio, ex calciatore brasiliano
- 12 dicembre - David Kiptanui, ex maratoneta keniota
- 12 dicembre - Mannaseh Mwanza, ex calciatore zambiano
- 12 dicembre - Luca Nanni, ex calciatore sammarinese
- 12 dicembre - Kassim Ouma, pugile ugandese
- 12 dicembre - Andrea Piccini, pilota automobilistico italiano
- 13 dicembre - Fabio Di Bella, allenatore di pallacanestro e ex cestista italiano
- 13 dicembre - Cameron Douglas, attore statunitense
- 13 dicembre - Kaspars Kambala, ex cestista e pugile lettone
- 13 dicembre - Oleksandr Melaščenko, allenatore di calcio e ex calciatore ucraino
- 13 dicembre - B.J. Penn, artista marziale misto statunitense
- 13 dicembre - Bianca Vescan, ex cestista rumena
- 13 dicembre - Okan Yalabik, attore turco
- 14 dicembre - Wade Elliott, allenatore di calcio e ex calciatore inglese
- 14 dicembre - Martina Filjak, pianista croata
- 14 dicembre - Asier García Regueiro, ex cestista spagnolo
- 14 dicembre - Sebastián González, ex calciatore cileno
- 14 dicembre - Gromee, disc jockey e produttore discografico polacco
- 14 dicembre - Wolfgang Klapf, calciatore austriaco
- 14 dicembre - Shedrack Korir, ex mezzofondista keniota
- 14 dicembre - Ihor Kryvyč, ex cestista ucraino
- 14 dicembre - Rostyslav Kryvyč, ex cestista ucraino
- 14 dicembre - Fabrizio Lai, pilota motociclistico italiano
- 14 dicembre - Jordan Madley, attrice e ex modella canadese
- 14 dicembre - Zdeněk Pospěch, ex calciatore ceco
- 14 dicembre - Paul Robinson, ex calciatore inglese
- 14 dicembre - Patty Schnyder, ex tennista svizzera
- 14 dicembre - Simona Sparaco, scrittrice e sceneggiatrice italiana
- 14 dicembre - Kim St-Pierre, ex hockeista su ghiaccio canadese
- 14 dicembre - Radu Sîrbu, cantante moldavo
- 14 dicembre - Enrico Toccacelo, pilota automobilistico italiano
- 15 dicembre - Vít Blažej, ex giocatore di calcio a 5 ceco
- 15 dicembre - Gianluca e Massimiliano De Serio, regista italiano
- 15 dicembre - Mark Jansen, cantante, chitarrista e compositore olandese
- 15 dicembre - Henrieta Nagyová, ex tennista slovacca
- 15 dicembre - Christophe Rochus, ex tennista belga
- 15 dicembre - Jérémy Stinat, arbitro di calcio e ex calciatore francese
- 15 dicembre - Dorel Stoica, ex calciatore rumeno
- 15 dicembre - Aleksej Svirin, canottiere russo
- 15 dicembre - Daýançgylyç Urazow, ex calciatore turkmeno
- 16 dicembre - Joe Absolom, attore britannico
- 16 dicembre - Scott Bailey, attore statunitense
- 16 dicembre - István Batházi, ex nuotatore ungherese
- 16 dicembre - Tiziana Di Pilato, coreografa, allenatrice di ginnastica artistica e ex ginnasta italiana
- 16 dicembre - Rui Duarte, allenatore di calcio e ex calciatore portoghese
- 16 dicembre - Ryūsuke Hamaguchi, regista e sceneggiatore giapponese
- 16 dicembre - Satoshi Matsuda, attore, cantante e doppiatore giapponese
- 16 dicembre - Roel Moors, allenatore di pallacanestro e ex cestista belga
- 16 dicembre - John Morris, giocatore di curling canadese
- 16 dicembre - David Pennisi, ex cestista australiano
- 16 dicembre - Simone Weiler, ex nuotatrice tedesca
- 16 dicembre - Gunter van Handenhoven, ex calciatore belga
- 17 dicembre - Ritesh Deshmukh, attore indiano
- 17 dicembre - Ville Lehtinen, ex calciatore finlandese
- 17 dicembre - Manny Pacquiao, politico e pugile filippino
- 17 dicembre - Daniele Portanova, ex calciatore italiano
- 17 dicembre - Rogério Rocha da Silva, giocatore di calcio a 5 brasiliano († 2017)
- 17 dicembre - Douglas Tait, attore e produttore cinematografico statunitense
- 18 dicembre - Daniel Cleary, ex hockeista su ghiaccio canadese
- 18 dicembre - Pedro Costa, allenatore di calcio a 5 e ex giocatore di calcio a 5 portoghese
- 18 dicembre - Ali Curtis, ex calciatore statunitense
- 18 dicembre - Josh Dallas, attore statunitense
- 18 dicembre - Kōji Ezumi, ex calciatore giapponese
- 18 dicembre - Katie Holmes, attrice, regista e sceneggiatrice statunitense
- 18 dicembre - Lindy Rama, principessa e imprenditrice indonesiana
- 18 dicembre - Damon Rampton, ex cestista neozelandese
- 18 dicembre - Maria Alfonsa Sella, triatleta italiana
- 18 dicembre - Xandee, cantante belga
- 19 dicembre - Ahmad Abdalla, regista e produttore cinematografico egiziano
- 19 dicembre - Carlos Aguiar, ex calciatore uruguaiano
- 19 dicembre - Régis Boissié, allenatore di pallacanestro e ex cestista francese
- 19 dicembre - Mariame Dia, ex cestista senegalese
- 19 dicembre - Matt Dunning, rugbista a 15 australiano
- 19 dicembre - Nicolas Fritsch, ex ciclista su strada francese
- 19 dicembre - Víctor Rubén López, ex calciatore argentino
- 19 dicembre - Dan Morgan, ex giocatore di football americano e dirigente sportivo statunitense
- 19 dicembre - Lee-Roy Newton, ex velocista sudafricano
- 19 dicembre - Toni Soldevilla, ex calciatore spagnolo
- 19 dicembre - Ape, rapper italiano
- 19 dicembre - Pierre Wajoka, ex calciatore francese
- 19 dicembre - Wisin, rapper portoricano
- 20 dicembre - Qusai Abu Alieh, ex calciatore giordano
- 20 dicembre - Adrián Bastía, ex calciatore argentino
- 20 dicembre - Chris Coyne, ex calciatore australiano
- 20 dicembre - Armando Estrada, ex wrestler statunitense
- 20 dicembre - Renārs Francis, copilota di rally lettone
- 20 dicembre - Geremi, ex calciatore camerunese
- 20 dicembre - Alex Kim, ex tennista statunitense
- 20 dicembre - Joe Maddock, rugbista a 15 e allenatore di rugby a 15 neozelandese
- 20 dicembre - Magrão, ex calciatore brasiliano
- 20 dicembre - Andrej Markov, ex hockeista su ghiaccio russo
- 20 dicembre - Tony Moore, fumettista statunitense
- 20 dicembre - Willy Padoly, calciatore francese
- 20 dicembre - Jacqueline Saburido, attivista venezuelana († 2019)
- 20 dicembre - Walid al-Shihri, terrorista saudita († 2001)
- 20 dicembre - Amanda Swisten, attrice statunitense
- 20 dicembre - Bouabdellah Tahri, mezzofondista e siepista francese
- 20 dicembre - Jason Ulmer, ex hockeista su ghiaccio canadese
- 20 dicembre - Ryōko Yano, ex cestista giapponese
- 21 dicembre - Emiliano Brembilla, ex nuotatore italiano
- 21 dicembre - Pablo Chinchilla, ex calciatore costaricano
- 21 dicembre - Fabián Cubero, ex calciatore argentino
- 21 dicembre - Charles Dera, regista e attore pornografico statunitense
- 21 dicembre - Alessia Gizzi, giornalista italiana
- 21 dicembre - Evgenija Kulikovskaja, ex tennista russa
- 21 dicembre - Shaun Morgan, cantante e chitarrista sudafricano
- 21 dicembre - Jackie Stiles, ex cestista e allenatrice di pallacanestro statunitense
- 21 dicembre - Rutina Wesley, attrice statunitense
- 21 dicembre - Alexander Wolf, ex biatleta tedesco
- 22 dicembre - Iader Fabbri, biologo, divulgatore scientifico e saggista italiano
- 22 dicembre - Abel Ferreira, allenatore di calcio e ex calciatore portoghese
- 22 dicembre - Joanne Kelly, attrice canadese
- 22 dicembre - Hannes Kirchler, ex discobolo italiano
- 22 dicembre - Edo Maajka, rapper, cantautore e produttore discografico bosniaco
- 22 dicembre - Jody Morris, allenatore di calcio e ex calciatore inglese
- 22 dicembre - Emmanuel Olisadebe, ex calciatore nigeriano
- 22 dicembre - Massimiliano Ossini, conduttore televisivo e scrittore italiano
- 22 dicembre - Mia Tyler, stilista e attrice statunitense
- 23 dicembre - Andrea Appino, cantautore, chitarrista e produttore discografico italiano
- 23 dicembre - Esthero, cantautrice canadese
- 23 dicembre - Cătălin Ivan, politico rumeno
- 23 dicembre - Aleš Kotalík, ex hockeista su ghiaccio ceco
- 23 dicembre - Robert Lang, ex hockeista su ghiaccio cecoslovacco
- 23 dicembre - Sarah MacLean, scrittrice statunitense
- 23 dicembre - Jodie Marsh, modella, showgirl e culturista britannica
- 23 dicembre - Pablo Ranieri, allenatore di calcio a 5 e ex giocatore di calcio a 5 argentino
- 23 dicembre - Gianluca Rospi, politico italiano
- 23 dicembre - Slobodan Soro, ex pallanuotista serbo
- 23 dicembre - Gavin Strachan, allenatore di calcio e ex calciatore scozzese
- 23 dicembre - Estella Warren, attrice, modella e nuotatrice artistica canadese
- 24 dicembre - Josh Asselin, ex cestista statunitense
- 24 dicembre - Yıldıray Baştürk, dirigente sportivo e ex calciatore turco
- 24 dicembre - Gemelli Carlson, modello statunitense
- 24 dicembre - Souleymane Diawara, ex calciatore senegalese
- 24 dicembre - Tiberiu Lung, ex calciatore rumeno
- 24 dicembre - John Nieuwenburg, ex calciatore olandese
- 24 dicembre - Ferenc Róth, calciatore ungherese
- 24 dicembre - Nikolaj Rybakov, politico, ecologo e economista russo
- 25 dicembre - Badshah Munir Bukhari, linguista, traduttore e poeta pakistano
- 25 dicembre - Domenico Distilo, regista e sceneggiatore italiano
- 25 dicembre - Jasmin Gerat, attrice e conduttrice televisiva tedesca
- 25 dicembre - Dīmos Goumenos, ex calciatore cipriota
- 25 dicembre - Sakda Kaewbuadee, attore thailandese
- 25 dicembre - Joel Porter, allenatore di calcio e ex calciatore australiano
- 25 dicembre - Paula Seling, cantante rumena
- 25 dicembre - Irina Sineckaja, pugile russa
- 25 dicembre - Jeremy Strong, attore statunitense
- 25 dicembre - Miyuki Takahashi, pallavolista giapponese
- 25 dicembre - Yeon Sang-ho, regista, sceneggiatore e produttore cinematografico sudcoreano
- 25 dicembre - Yin Jian, ex velista cinese
- 26 dicembre - Chiang Wan-an, politico taiwanese
- 26 dicembre - Rebecca Rippon, pallanuotista australiana
- 26 dicembre - Nazanin Zaghari-Ratcliffe, insegnante e traduttrice iraniana
- 27 dicembre - Luca Ariatti, procuratore sportivo e ex calciatore italiano
- 27 dicembre - Antje Buschschulte, ex nuotatrice tedesca
- 27 dicembre - Lisa Jakub, attrice e produttrice cinematografica canadese
- 27 dicembre - Svetlana Kljuka, ex mezzofondista russa
- 27 dicembre - Yōichi Masukawa, doppiatore giapponese
- 27 dicembre - Deuce McAllister, giocatore di football americano statunitense
- 27 dicembre - Michael Noer, regista danese
- 27 dicembre - Andrea Sala, ex pallavolista italiano
- 28 dicembre - Feng Kun, ex pallavolista cinese
- 28 dicembre - Wálter Hernández, ex calciatore honduregno
- 28 dicembre - Corinne Jiga, attrice e modella rumena
- 28 dicembre - Kisha, cantante svizzera
- 28 dicembre - John Legend, cantautore, produttore discografico e produttore televisivo statunitense
- 28 dicembre - Janita, cantante finlandese
- 28 dicembre - Terrace Martin, produttore discografico, polistrumentista e cantante statunitense
- 28 dicembre - Jevhen Mirošnyčenko, scacchista ucraino
- 28 dicembre - Frédéric Page, dirigente sportivo e ex calciatore svizzero
- 28 dicembre - August Pfluger, politico statunitense
- 28 dicembre - Christian Sund, ex calciatore finlandese
- 28 dicembre - Jean-Michel Tchouga, ex calciatore camerunese
- 28 dicembre - Holly Throsby, cantante australiana
- 29 dicembre - Victor Agali, ex calciatore nigeriano
- 29 dicembre - Alexis Amore, modella e ex attrice pornografica peruviana
- 29 dicembre - Noriko Aoyama, attrice giapponese
- 29 dicembre - Aldo Birchall, allenatore di rugby a 15 e ex rugbista a 15 italiano
- 29 dicembre - Alejandro Campano, ex calciatore spagnolo
- 29 dicembre - Benjamin Cuntapay, wrestler statunitense
- 29 dicembre - Kieron Dyer, ex calciatore inglese
- 29 dicembre - Ennis Esmer, attore canadese
- 29 dicembre - Danny Higginbotham, ex calciatore inglese
- 29 dicembre - Ali Hillis, attrice statunitense
- 29 dicembre - Ibra Kébé, ex calciatore senegalese
- 29 dicembre - Kim Hyang-min, fumettista sudcoreano
- 29 dicembre - Jana Kirschner, cantante slovacca
- 29 dicembre - Hélène Laporte, politica francese
- 29 dicembre - Cristian Raúl Ledesma, allenatore di calcio e ex calciatore argentino
- 29 dicembre - LaToya London, cantante e attrice statunitense
- 29 dicembre - Gillian Norris, danzatrice irlandese
- 29 dicembre - Clara Porchetto, nuotatrice artistica italiana
- 29 dicembre - André Pretorius, ex rugbista a 15 sudafricano
- 29 dicembre - Christian Saba, ex calciatore ghanese
- 29 dicembre - Angelo Taylor, ostacolista e velocista statunitense
- 29 dicembre - Rob Wielaert, ex calciatore olandese
- 30 dicembre - Ariane Bilheran, psicologa e scrittrice francese
- 30 dicembre - Devin Brown, ex cestista statunitense
- 30 dicembre - Cindy Bishop, modella, attrice e conduttrice televisiva thailandese
- 30 dicembre - Elizabeth Chai Vasarhelyi, regista, sceneggiatrice e giornalista statunitense
- 30 dicembre - Julie Dahle Aagård, cantante norvegese
- 30 dicembre - Keith Davis, giocatore di football americano statunitense
- 30 dicembre - Heath Evans, ex giocatore di football americano statunitense
- 30 dicembre - Tyrese Gibson, cantante, attore e produttore televisivo statunitense
- 30 dicembre - Phillips Idowu, ex triplista britannico
- 30 dicembre - Marco Malagò, ex calciatore italiano
- 30 dicembre - Euanthia Maltsī, ex cestista greca
- 30 dicembre - Zbigniew Robert Promiński, batterista polacco
- 30 dicembre - Rob Scuderi, ex hockeista su ghiaccio statunitense
- 30 dicembre - Enrico Venti, produttore cinematografico, attore e conduttore radiofonico italiano
- 31 dicembre - Julija Barsukova, ex ginnasta russa
- 31 dicembre - Dror Hagag, ex cestista israeliano
- 31 dicembre - Pavol Majerník, allenatore di calcio e ex calciatore slovacco
- 31 dicembre - Peter Majerník, calciatore slovacco
- 31 dicembre - Ogerta Manastirliu, politica albanese
- 31 dicembre - Tomomi Miyamoto, ex calciatrice giapponese
- 31 dicembre - Floriano Pagliara, ex pugile italiano
- 31 dicembre - Zoran Ratković, ex calciatore croato
- 31 dicembre - Bilal Sidibé, ex calciatore mauritano
- 31 dicembre - Johnny Sins, attore pornografico statunitense
- 31 dicembre - Anthony Sirufo, allenatore di calcio e ex calciatore francese
- 31 dicembre - Korleone Young, ex cestista statunitense